# Pestszentlőrinc-Pestszentimre
Sectorul al XVIII-lea din Budapesta sau Pestszentlőrinc-Pestszentimre se află pe partea stângă a Dunării, în Pesta. 

## Orașe înfrățite
- Artashat, Armenia
- Nesebar, Bulgaria
- Obzor, Bulgaria
- Nin, Croația
- Roding, Germania
- San Nicola la Strada, Italia
- Dabrowa Tarnowska, Polonia
- Băile Tușnad, România

| Sectoarele Budapestei |
| --- |
| I \| II \| III \| IV \| V \| VI \| VII \| VIII \| IX \| X \| XI \| XII \| XIII \| XIV \| XV \| XVI \| XVII \| XVIII \| XIX \| XX \| XXI \| XXII \| XXIII |